# Della Mae
Della Mae is een Amerikaanse bluegrassband, die werd geformeerd in Boston, Massachusetts in 2009. Hun naam Della Mae komt van het nummer Big Spike Hammer.

## Bezetting
- Celia Woodsmith[4] (zang, gitaar, 2011–heden)
- Grace Van't Hof[5] (zang, banjo, 2009–2011)
- Kimber Ludiker[6] (viool, zang, 2009–heden)
- Jenni Lyn Gardner[7] (mandoline, zang, 2009–heden)
- Courtney Hartman[8] (gitaar, banjo, zang, 2009–2018)
- Zoe Guigueno[9] (basgitaar, zang, 2015–heden)
- Shelby Means[10] (basgitaar, zang, 2012–2015)
- Amanda Kowalski[11] (basgitaar, zang, 2009–2012)

## Geschiedenis
Della Mae werd gevormd door Kimber Ludiker, Amanda Kowalski, Grace van't Hof en Avril Smith en brachten hun eerste ep Della Mae: Acoustic EP uit in 2010. De band bracht in 2011 hun eerste album I Build This Heart uit. Hun tweede album This World Oft Can Be werd genomineerd voor een Grammy Award voor «Beste Bluegrass Album» bij de 56e Grammy Awards in 2014. In 2015 brachten ze hun titelloze derde album Della Mae uit. In 2020 werd Headlight uitgebracht.

## Discografie
- 2011:	I Built This Heart (zelf uitgebracht)
- 2013:	This World Oft Can Be[13] (Rounder Records)
- 2015:	Della Mae (Rounder Records)
- 2020:	Headlight (Rounder Records)